# Poplar Bluff (Missouri)
Poplar Bluff – miasto w Stanach Zjednoczonych, w stanie Missouri, siedziba administracyjna hrabstwa Butler.